# 페드루 1세 (콩고)
페드루 1세(Pedro I)는 콩고 왕국의 마니콩고이다.

## 같이 보기
- 콩고의 군주 목록
- 콩고 왕국